# Oração da PL
A Oração da PL é a oração principal do culto religioso da Instituição Religiosa Perfect Liberty.
O texto que se segue, é uma citação da bibliografia abaixo referida.
A Oração é proferida de forma solene e respeitosa diante do altar, Omitamá, e cada "/" representa um pausa em sua recitação.

## A Oração da PL
Segue-se a análise de algumas passagens da Oração da PL.   
- Análise de trecho selecionado nº1: "Resplandecente Myoyaookami,/

criador de tudo que existe nesse mundo,/
que desenvolve e faz progredir/ dia-a-dia/
todas as coisas,/
através da lei das relações/ entre o céu e a terra,/
entre a luz e as trevas./"
Neste trecho inicial, é apresentada a concepção de Deus (Mioyaookami) na Perfect Liberty, que é declarado como a origem do universo e da humanidade e como a Força motriz que encaminha todos os fenômenos através do ciclo de aparição-crescimento-declínio, no mundo fenomênico.
- Análise de trecho selecionado nº2: "Todos nós,/ seres humanos/ surgidos através dessa verdade/ agraciados pela misericórdia divina/ recebemos nossas personalidades/ para viver a vida artística/ em prol do próximo e da sociedade,..."

Neste trecho, o traço principal da exposição doutrinária é a definição do ser humano como um ente social e sua característica teleológica seria a expressão da vida voltada ao bem dessa sociedade e de seus integrantes, evidenciando sua preocupação com a alteridade.
- Análise de trecho selecionado nº3: "... não contrariamos as leis prescritas por Deus e pelo homem,/ agimos ao perceber,/ somos humildes e respeitamos o próximo./Nada de ira,/ nada de pressa,/ nada de receio,/ nada de tristeza,/ fazendo atuar a nossa verdadeira personalidade,/ sem nos apegarmos/ nem nos afastarmos em demasia./ "

O texto selecionado expõe uma série de condutas de caráter ético-moral e filosófico, onde o comportamento ideal do ser humano é delineado pela humildade (também referida como "docilidade", no vocabulário da Pefect Liberty), humildade essa que se revela como o respeito à cultura (suas leis) e à natureza, em sua forma de manifestação exterior ao homem, e em sua contrapartida psicológica,  humildade que se revela também como um esvaziamento de si, no sentido de ausência de opiniões e idéias, de vontade e desejos pré-concebidos à percepção da realidade objetiva ( a realidade imediata em que o indivíduo está inserido e com a qual interage ), como manifestação interior ao homem,  sendo essa atitude interior a base psíquica elementar de todo o processo da construção da emoção dita "artística", ou melhor, daquela emoção positiva e construtiva, útil à sociedade e criadora de novas soluções na vida humana, segundo a doutrina PL, a que seria a única verdadeira em oposição às emoções negativas (ira, pressa, etc.); essa atitude interior receptiva e básica, ao ser acrescida da intuição ("agimos ao perceber"), como percepção direta da realidade, forma um sistema filosófico de comportamento ético, segundo o binário conceitual percepção-ação e ao expressar-se com base nesse estado emocional-espiritual, o ser humano atingiria o equilíbrio com o mundo e suas leis naturais físicas, além daquelas leis espirituais, cuja doutrina considera existentes em paralelo às do mundo físico.
- Análise de trecho selecionado nº4: Trilhando esse caminho,/ somos agraciados com a liberdade e a felicidade;/ não o seguindo,/ padecemos de doenças e desventuras,/ o que Mioyaookami nos ensina/ através da reflexão,/ utilizando como espelho o mundo,/ as pessoas/ e as crianças./

Um ponto primordial da doutrina PL é o "espelho"; segundo esse conceito, os acontecimentos do mundo externo, objetivo, têm seu paralelo no mundo interno do ser humano; o conceito abrange três formas de relacionamento: a relação homem-si mesmo, a relação homem-homem, e a relação homem-mundo; segundo a doutrina, através dessas relações, o ser humano pode realizar o auto-aprimoramento apreendendo o significado, a mensagem contida no fato que surge, como obra divina, em seu dia-a-dia.
- Análise de trecho selecionado nº5: "...aceitamos tudo com alegria/ e procedemos de acordo com a obra divina,/ eliminando o apego ao eu,/ conscientes de que esse é que é/ o verdadeiro caminho de makoto do ser humano./"

A atitude positiva é a emoção, em seqüência lógica à humildade, a ser cultivada constantemente; através do cultivo dese hábito, a verdadeira natureza, feliz e harmoniosa e que é divina, do ser humano seria revelada em sua vida cotidiana; a salvação do adepto dá-se, então, em vida e não numa outra forma de existência posterior.
- Análise de trecho selecionado nº6: "Assim oramos,/ humilde e respeitosamente."

O respeito, a profundidade do caráter sagrado, a importância e a valorização da atitude religiosa na vida diária, nos menores atos, é uma atitude de reforço na construção psicológica da emoção básica de humildade.
Apesar de ser o makoto  a emoção mais profunda e original do ser humano, segundo a doutrina da PL, tal emoção original só pode surgir na expressão humana se ele constantemente cultivar o estado espiritual de humildade: "A Deus só devemos gratidão.", nas palavras do II Kyosso, Tokuharu Miki.  Tal gratidão, estado de reconhecimento dos benefícios recebidos em sua vida, sentimento de contentamento pelo que se tem, seja algo bom ou ruim, só pode ser perene se o homem conscientizar-se de sua dependência, neste mundo, à Natureza e à Sociedade - esta é a atitude-emoção, ou virtude, que constitui o plano de imanência da ética peelista.  
Do ponto de vista da Filosofia da Religião, o plano de imanência  da doutrina PL consiste na seguinte reflexão: todos os homens realizam Arte; Vida é Arte ( Preceito I da PL), a arte é a expressão do ser humano em qualquer situação; fazer de tudo à sua volta material para Arte (sejam pessoas, objetos ou situações) é adaptar-se às Obras Divinas, é ser humilde, aceitando o que surge à sua frente, agindo de forma positiva e natural. Esse é o caminho básico para a felicidade do ser humano.

## Síntese doutrinária
Na Oração da PL está contida, de forma resumida, os 21 Preceitos da PL, ou seja, toda a sua doutrina, pelo que é ensinado aos seus fiéis a orá-la, diariamente, para incorporar os ensinamentos.
Como disse o II Fundador: "Ao proferirem  várias vezes os Preceitos da PL, poderão assimilar o conteúdo deles, mesmo não compreendendo o significado,  palavra por palavra. A Oração da PL também pode ter o mesmo efeito. Trará resultado positivo no sentido de assimilar a doutrina, ao proferí-la fervorosamente." 